# Melanagromyza pulverulenta
Melanagromyza pulverulenta este o specie de muște din genul Melanagromyza, familia Agromyzidae, descrisă de Mitsuhiro Sasakawa în anul 1956. Conform Catalogue of Life specia Melanagromyza pulverulenta nu are subspecii cunoscute.